# Rubens Bertogliati
Rubens Bertogliati (Lugano, 9 de maio de 1979) é um ex-ciclista suíço, cuja conquista foi vencer uma etapa no Tour de France 2002, quando estava competindo pela equipe italiana Lampre-Daikin. Em 2012, alinhou pela equipe norte-americana Novo Nordisk, e encerrou sua carreira no final da temporada.
Bertogliati venceu a primeira etapa do Tour, que foi realizado na região montanhosa de Luxemburgo. A vitória também lhe rendeu a camisa amarela – camisa de líder do Tour. Ele manteve a camisa após a segunda etapa, quando terminou na vigésima nona posição. Após a terceira etapa, o velocista alemão Erik Zabel assumiu a camisa amarela do líder Bertogliati.
A primeira vitória de Bertogliati veio alguns meses antes, no Grande Prêmio de Chiasso, mas foram os seus empenhos em julho que o tornou famoso. Começou sua carreira como profissional com a equipe Lampre-Daikin em 2000. De 2004 a 2008, ele competiu pela equipe espanhola Saunier Duval-Prodir.

## Atenas 2004
Em 2004, competiu nos Jogos Olímpicos de Atenas. Embora Bertogliati não tenha conseguido terminar a prova de estrada individual, ele terminou na vigésima sexta posição no contrarrelógio individual.